# Chaetisothrips gardeniae
Chaetisothrips gardeniae är en insektsart som först beskrevs av J. C. Crawford 1945.  Chaetisothrips gardeniae ingår i släktet Chaetisothrips och familjen smaltripsar. Inga underarter finns listade i Catalogue of Life.